# Truyện cổ Caunterbury
Truyện cổ Caunterbury (Anh văn trung đại: Tales of Caunterbury, Anh văn hiện đại: The Canterbury tales) là một tuyển tập gồm 24 giai thoại trào phúng được cho là của tác giả Geoffrey Chaucer, người đã cất công sưu tầm và biên soạn ở thời kỳ 1387 - 1400. Trứ tác này được đánh giá là một trong những văn phẩm hay nhất và tiên phong trào lưu viết truyện du ký, nhất là khi đề cập lối sống tha phương (peregrinus).

## Lịch sử
Nguyên bản truyện Caunterbury gồm những câu văn vần đôi chừng 84 âm tiết, nhưng qua thời gian chúng được diễn giảng thành văn xuôi cho tầng lớp thấp thấy dễ đọc hơn. Caunterbury được coi là kho dữ liệu quý về Anh văn hậu William Đệ Nhất, nhưng dịch giới vẫn luôn tìm mọi cách để chuyển thứ Anh văn trung đại ra phương ngôn hiện đại mà dường như là không thể.

## Ảnh hưởng

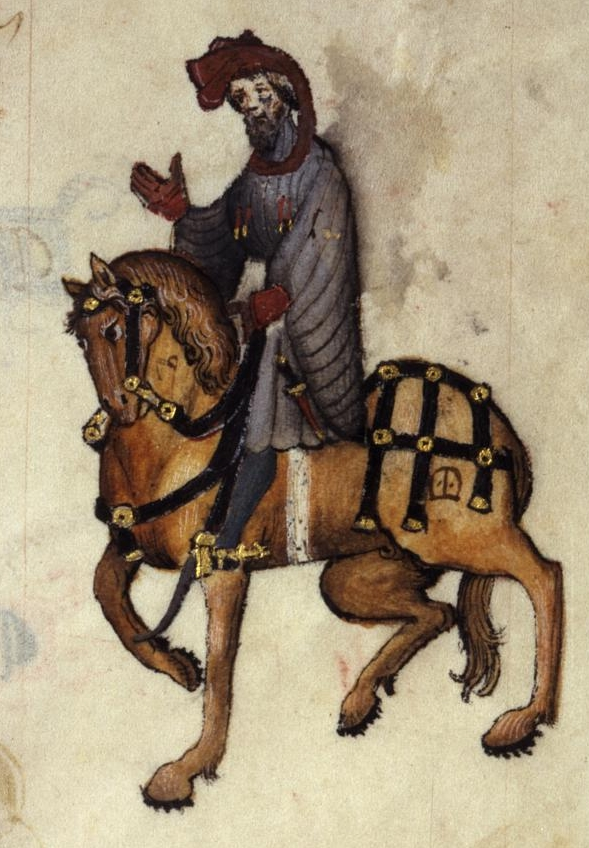
The Knight
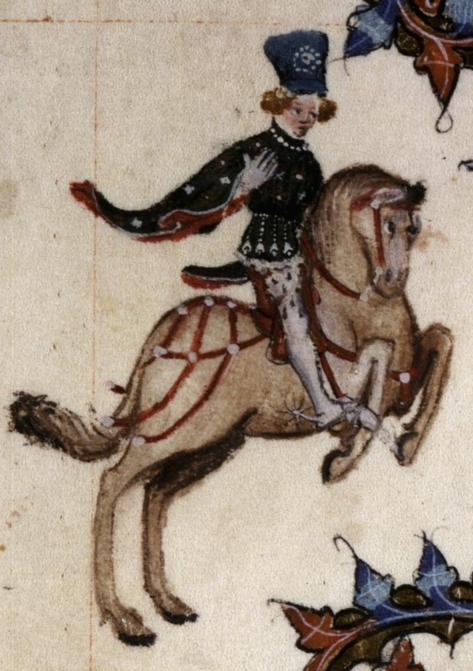
The Squire
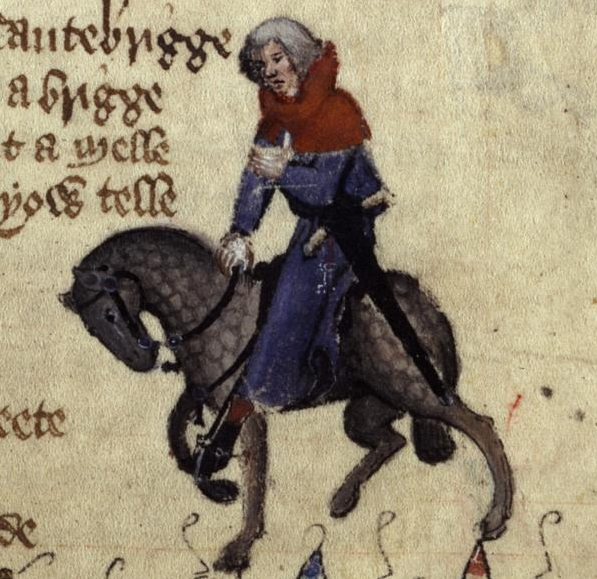
The Reeve
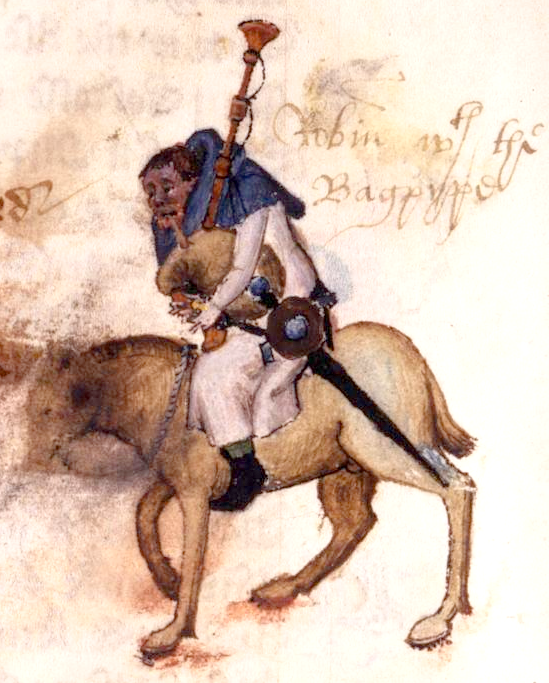
The Miller
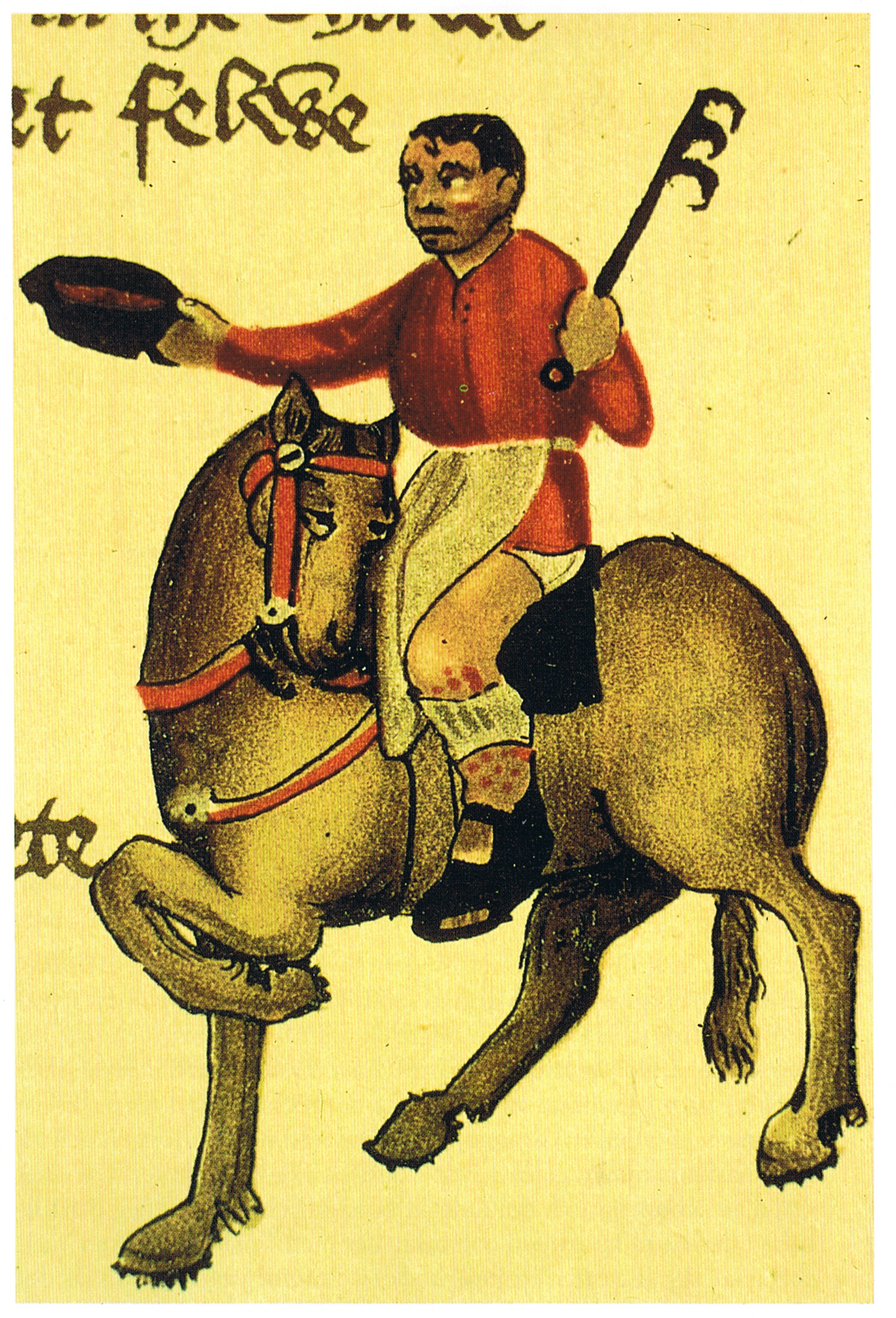
The Cook
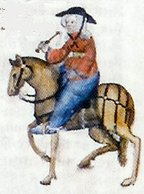
The Wife of Bath
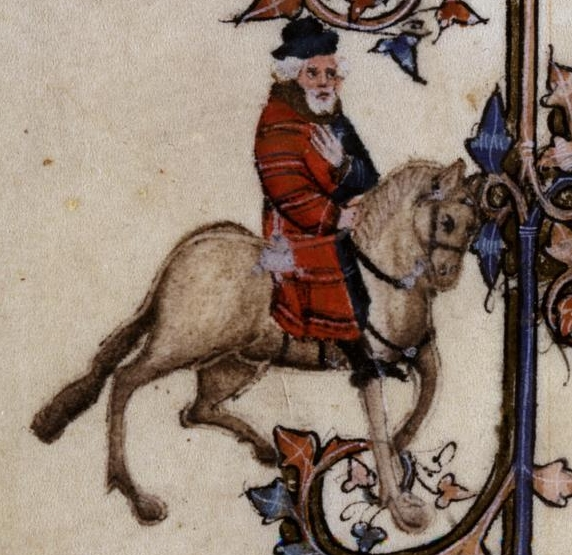
The Franklin
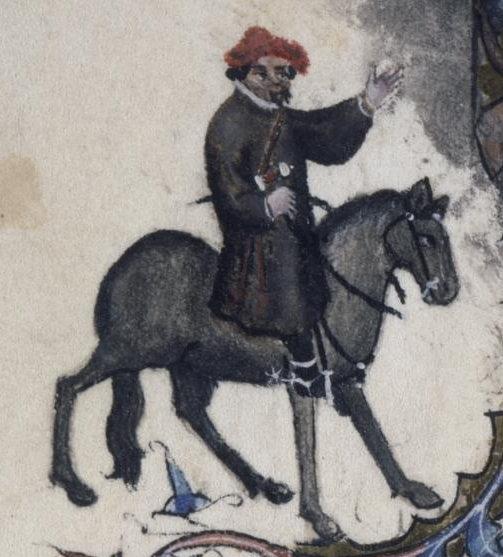
The Shipman
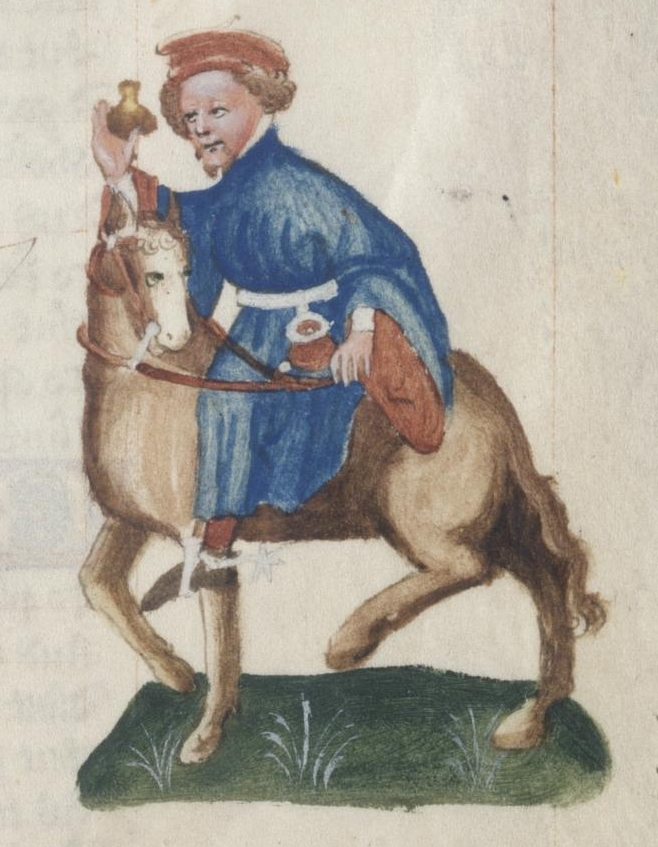
The Manciple
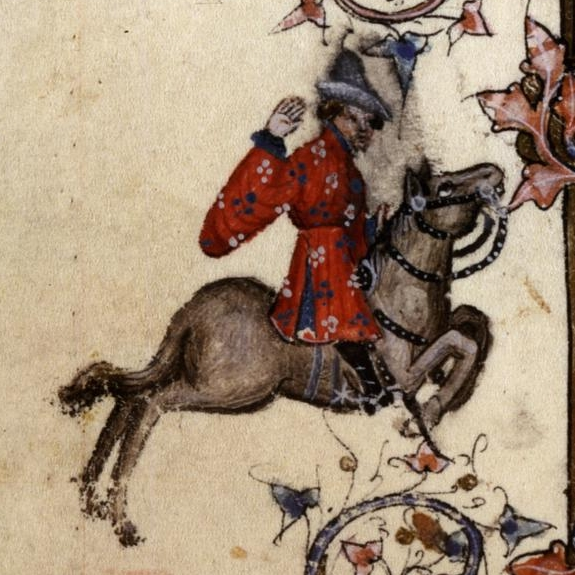
The Merchant
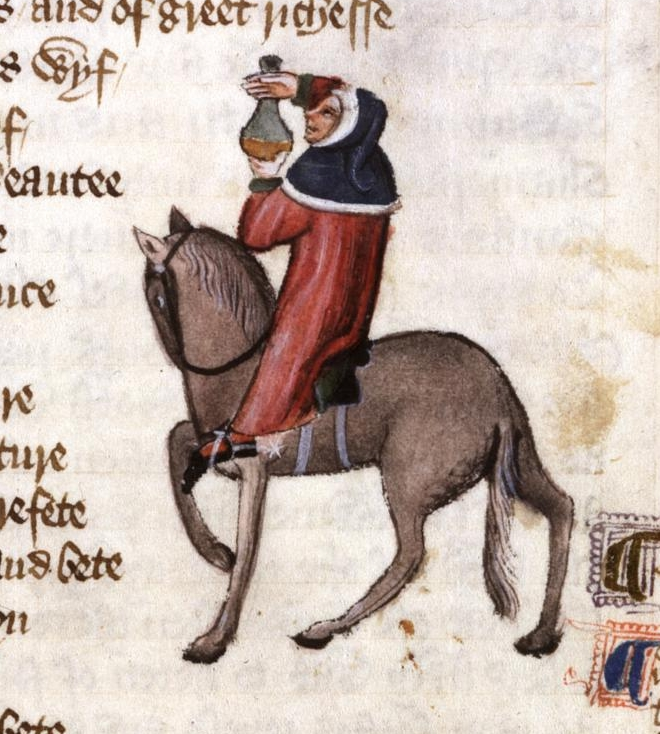
The Physician
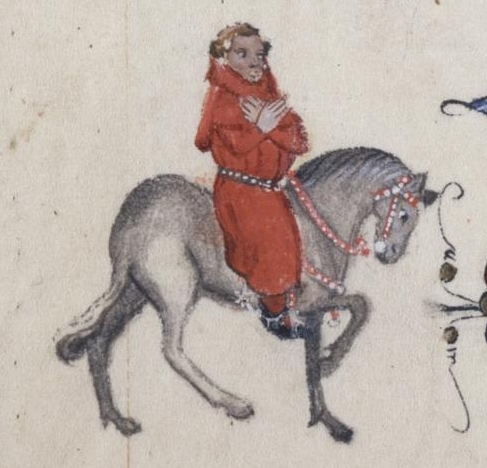
The Parson
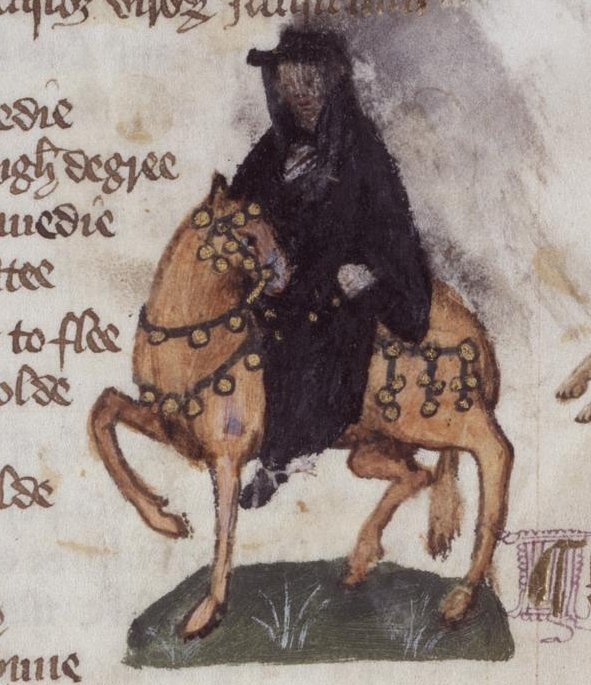
The Monk
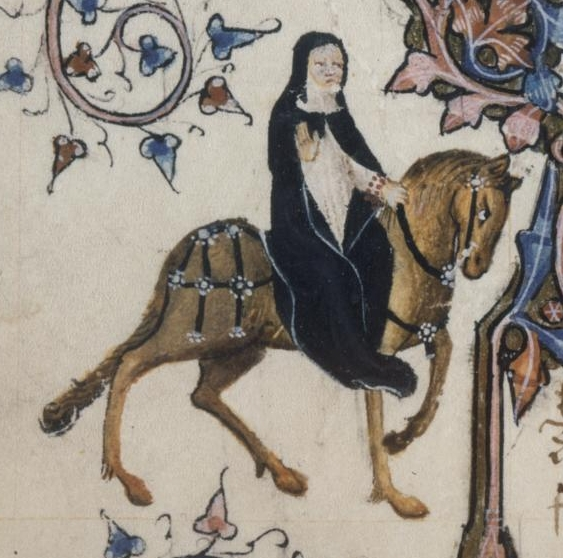
The Prioress
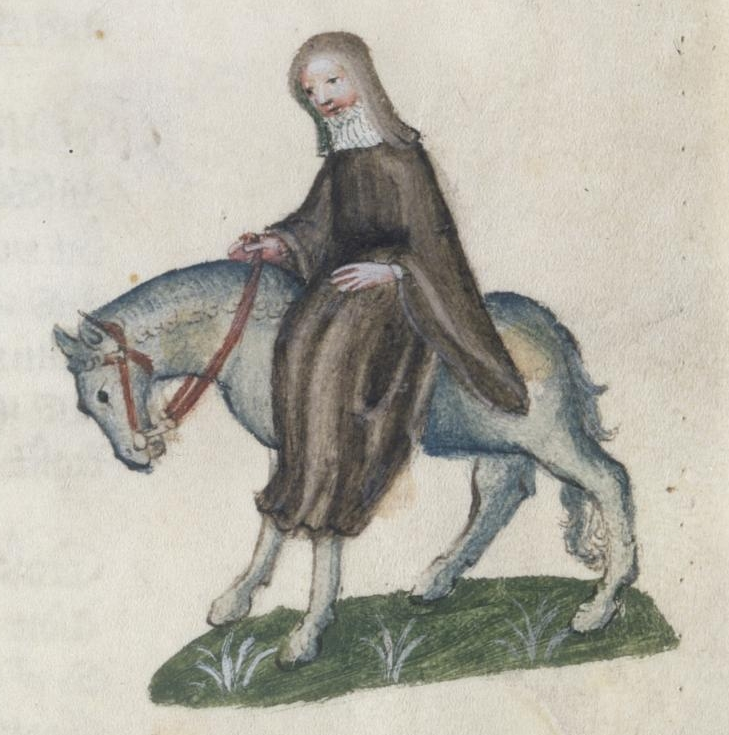
The Second Nun
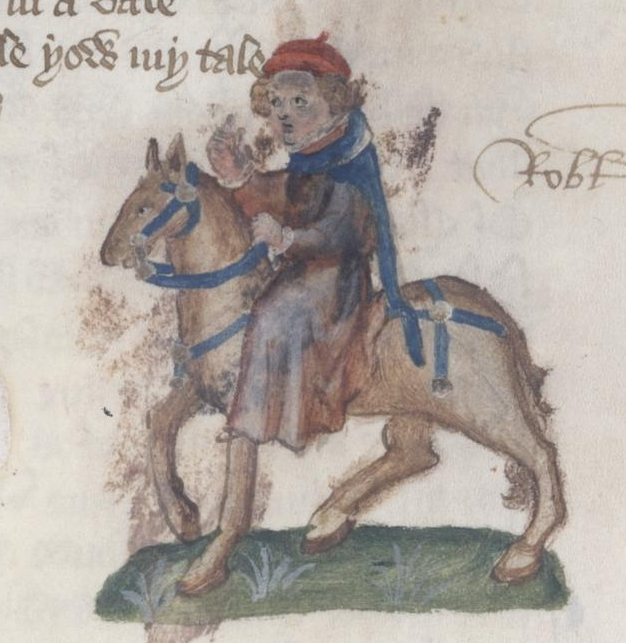
The Nun's Priest
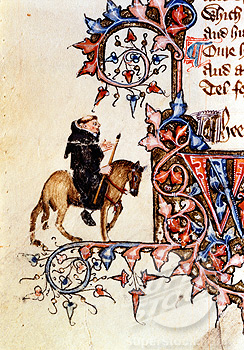
The Friar
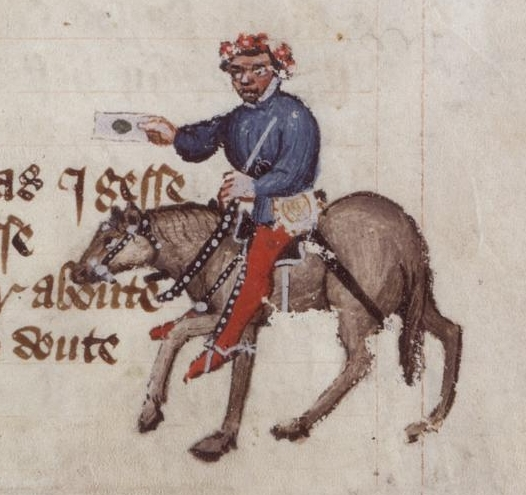
The Summoner
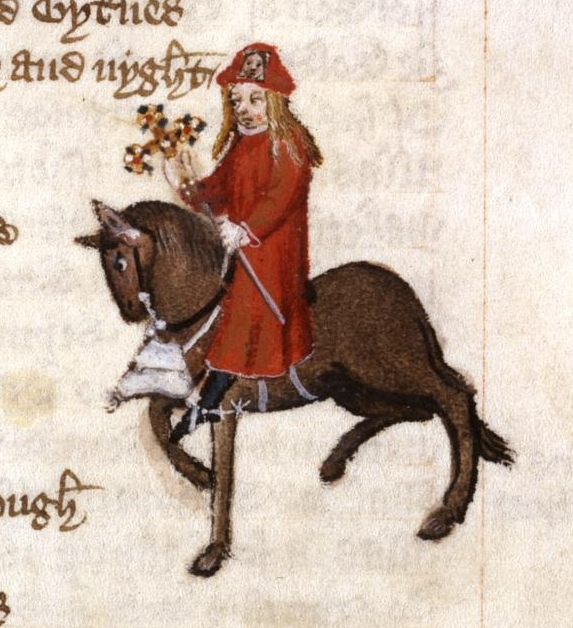
The Pardoner
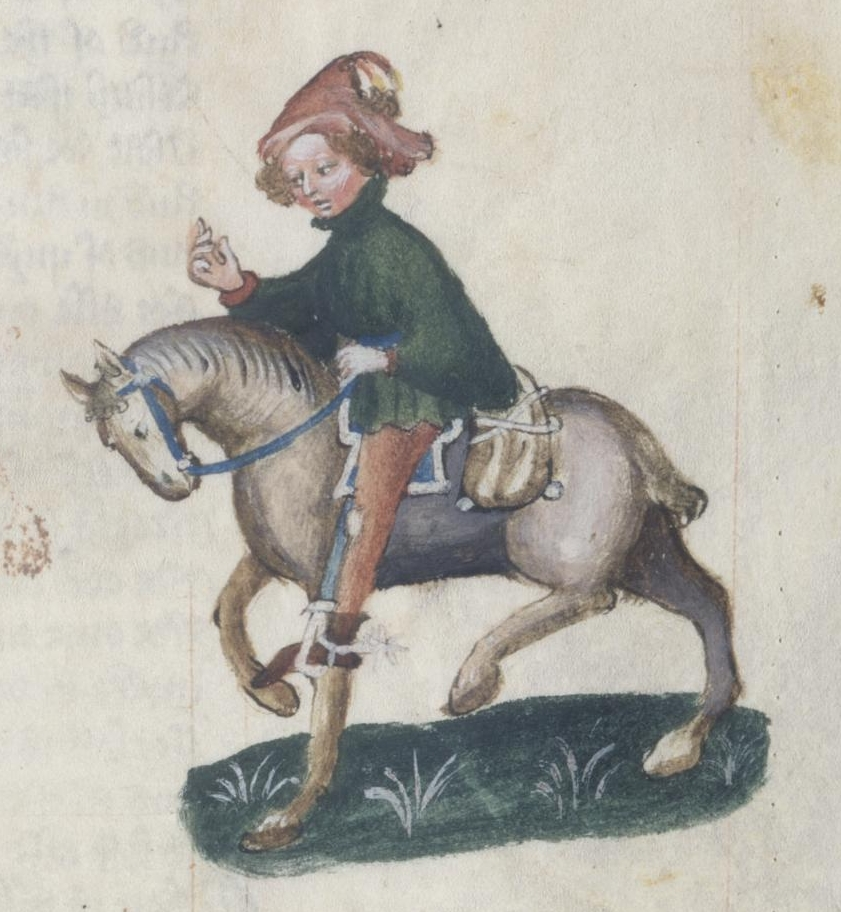
The Canon Yeoman
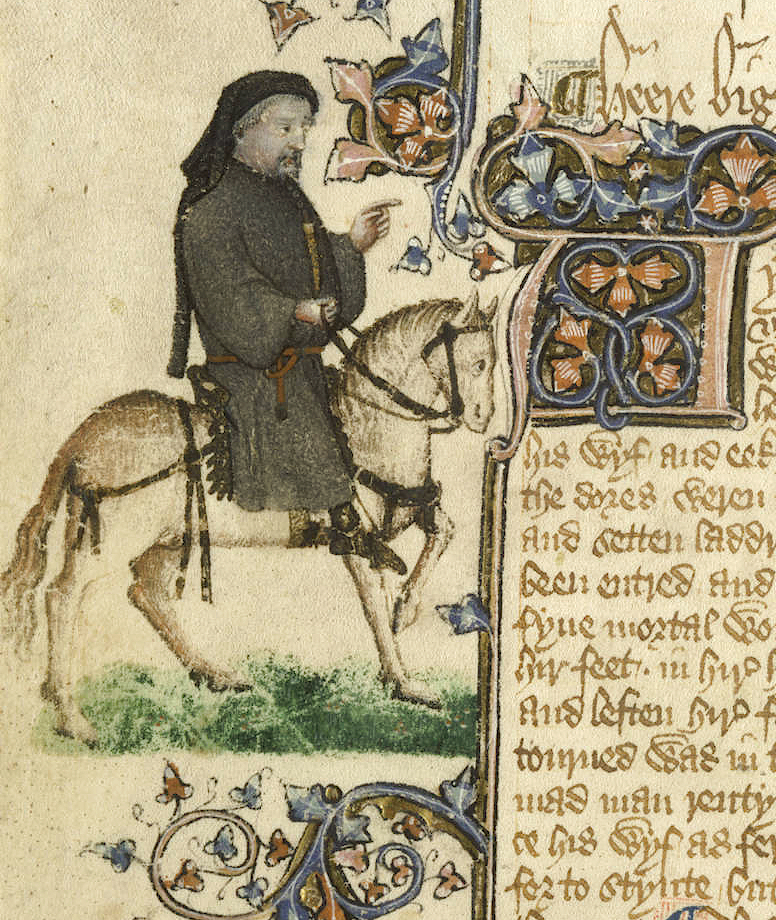
Geoffrey Chaucer